# Високонадлишкове число
Високонадлишкове число (або супердосконале число) — це натуральне число, яке більше суми всіх своїх власних дільників (тобто дільників, менших за саме число). Іншими словами, якщо сума власних дільників числа n позначається як σ(n)−n, то n є високонадлишковим числом, якщо σ(n)−n>n.
Приклади високонадлишкових чисел включають 12, 18, 20, 24 і так далі.
Приклад для числа 12:
- Власні дільники 12: 1, 2, 3, 4, 6.
- Сума власних дільників: 1 + 2 + 3 + 4 + 6 = 16.
- Оскільки 16 > 12, число 12 є високонадлишковим числом.

Це протилежне поняття до недостатніх чисел, де сума власних дільників менша за саме число, і досконалих чисел, де сума власних дільників дорівнює самому числу.